# Алдіярово
Алдія́рово (рос. Алдиярово, марій. Алдияр) — присілок у складі Сернурського району Марій Ел, Росія. Входить до складу Чендемеровського сільського поселення.

## Населення
Населення — 33 особи (2010; 38 у 2002).
Національний склад (станом на 2002 рік):
- марі — 97 %